# Galaktozamin
Galaktozamin je heksozamin izveden iz galaktoze sa molekulskom formulom . Ovaj aminošećer je konstituent više glikoproteinskih hormona, kao što su folikulostimulišući hormon (FSH) i Luteinizirajući hormon (LH). Drugi šećerni konstituenti FSH i LH su glukozamin, galaktoza i glukoza.
Galaktozamin je hepatotoksični agens (oštećuje jetru), koji se u pojedinim slučajevima koristi u životinjskim modelima.

## Literatura
- Robyt, John F. (1997). Essentials of Carbohydrate Chemistry (1. изд.). Springer.  978-0-387-94951-2.
- Lindhorst, Thisbe K. (2007). Essentials of Carbohydrate Chemistry and Biochemistry (1. изд.). Wiley-VCH.  978-3-527-31528-4.

## Spoljašnje veze
- Galactosamine на 